# Pingasa griveaudi
Pingasa griveaudi är en fjärilsart som beskrevs av Claude Herbulot 1966. Pingasa griveaudi ingår i släktet Pingasa och familjen mätare. Inga underarter finns listade i Catalogue of Life.